# Urocopia singularis
Urocopia singularis är en kräftdjursart som beskrevs av Georg Ossian Sars 1917. Urocopia singularis ingår i släktet Urocopia och familjen Urocopiidae. Inga underarter finns listade i Catalogue of Life.